# Чоудхури, Абу Сайед
Чоудхури Абу Сайед (бенг. আবু সাঈদ চৌধুরী, 31 января 1921 — 2 августа 1987) — бенгальский политический и государственный деятель, президент Бангладеш в 1972—1973 годах.

## Биография
Родился в семье заминдаров в округе Тангайл провинции Бенгалия в Британской Индии. Его отец Абдул Хамид Чоудхури впоследствии стал спикером Провинциальной Ассамблеи Восточного Пакистана.
Учился в Калькутте и в Лондоне, по образованию — юрист и историк. Активно участвовал в студенческом движении.
В 1960—1961 годах был членом Конституционной комиссии, в 1961 году стал членом Высокого Суда Дакки, с 1963 по 1968 годы возглавлял Комиссию по развитию Бенгалии.
В ноябре 1969 года занял пост вице-канцлера (ректора) Даккского университета, однако в 1971 году, будучи в Женеве ушёл с этого поста в знак протеста против геноцида, учинённого пакистанской армией в Восточном Пакистане. После провозглашения независимости Народной Республики Бангладеш в марте 1971 года стал её представителем в Англии и главой миссии Бангладеш при ООН.
В январе 1972 — декабре 1973 — президент Народной Республики Бангладеш. В декабре 1973 года ушёл с поста президента и был назначен специальным представителем правительства по вопросам внешней политики. 8 августа 1975 года получил пост министра портов и судоходства в кабинете Муджибура Рахмана, но даже после убийства того сохранил правительственную должность: в августе — ноябре 1975 года был министром иностранных дел.
В 1978 году Чоудхури стал членом Подкомиссии ООН по предотвращению дискриминации и защите меньшинств. В 1985 году возглавил Комиссию ООН по правам человека.